# Myodermum rufum
Myodermum rufum är en skalbaggsart som beskrevs av Waterhouse 1885. Myodermum rufum ingår i släktet Myodermum och familjen Cetoniidae. Inga underarter finns listade i Catalogue of Life.